# Речиця (Ілірська Бистриця)
Речиця (словен. Rečica) — поселення в общині Ілірська Бистриця, Регіон Нотрансько-крашка, Словенія. Висота над рівнем моря: 400,4 м.